# Prometopus chromoneura
Prometopus chromoneura är en fjärilsart som beskrevs av Turner 1902. Prometopus chromoneura ingår i släktet Prometopus och familjen nattflyn. Inga underarter finns listade i Catalogue of Life.